# Griffinia intermedia
Griffinia intermedia är en amaryllisväxtart som beskrevs av John Lindley. Griffinia intermedia ingår i släktet Griffinia och familjen amaryllisväxter. Inga underarter finns listade i Catalogue of Life.